# Ordenskansler
Ordenskansler eller bara kansler är en ofta förekommande titel på den högste ämbetsmannen inom en officiell orden eller inom ett ordenssällskap. Sankt Olavs Orden i Norge och de danska Elefant- och Dannebrogsordnarna leds av en ordenskansler. I Svenska Frimurare Orden är den högste tjänstemannen Ordens Sigillbevarare och Kansler (OSK).

## Sverige
När ordensväsendet inrättades i Sverige år 1748 inrättades ämbetena som kansler och vice kansler vid Kungl. Maj:ts Orden. Dessa ämbeten skulle innehas av riddare av Serafimerorden.
1975 ändrades titlarna till ordenskansler, som leder arbetet vid Kungl. Maj:ts Orden och normalt är förutvarande riksmarskalk, och vice ordenskansler, som även är ordenssekreterare och fungerar som kanslichef. För närvarande (2025) är riksmarskalk Fredrik Wersäll tillförordnad ordenskansler och Per Sandin vice ordenskansler.